# Hà Châu, Hà Trung
Hà Châu là một xã thuộc huyện Hà Trung, tỉnh Thanh Hóa, Việt Nam.
Xã Hà Châu có diện tích 6,5 km², dân số năm 1999 là 5376 người, mật độ dân số đạt 827 người/km².
Hà Châu là quê hương của danh tướng Trình Minh thế kỷ X, có công giúp Đinh Bộ Lĩnh đánh dẹp loạn 12 sứ quân.

## Đền Trình Minh
Di tích lịch sử văn hóa Đền thờ Trình Minh tại làng Ngọc Chuế, xã Hà Châu. Đền thờ Trình Minh, là tướng nhà Đinh, một nhân vật lịch sử tài năng và mưu lược, người đã có công giúp vua Đinh Tiên Hoàng bình định xong loạn 12 sứ quân hồi thế kỷ X là di tích quan trọng trên địa bàn xã Hà Châu. Khi Lê Hoàn lên ngôi đã cho vời Trình Minh nhiều lần, nhưng do quan điểm Trung quân với nhà Đinh, ông đã cự tuyệt không ra làm quan với Triều Lê.
Danh nhân Trình Minh là khởi tổ của họ Trình và là người lập làng Xuyết khu (còn gọi là Kim Xuyết, Ngọc Xuyết, Ngọc Chuế) vào thời Đinh, giữa thế kỷ X. Ông sinh ngày 7 tháng 1 năm Canh Tý (940). Năm ông 20 tuổi, bố mẹ đều mất, Trình Minh phải bỏ dở việc học và đến vùng Nga Sơn lập nghiệp. Ông được họ Mai đón tiếp mời ở lại dạy con học. Ông cùng với Mai Đức Xương kết nghĩa anh em và chiêu mộ dân khắp nơi đến khai phá ruộng nương. Trình Minh đã lập ra làng Chuế Khu ở sườn phía Đông và Đông nam núi Phượng, gồm các họ Trình, Vũ, Lê, Trương… Khi Đinh Bộ Lĩnh khởi binh ở động Hoa Lư (Ninh Bình) Trình Minh dẫn đầu trai làng Chuế Khu yết kiến Đinh Bộ Lĩnh. Ông được Đinh Bộ Lĩnh cử làm mưu sĩ kiêm đẳng nhung sự. Với cương vị đó ông đã đóng góp nhiều công lao, tham gia chỉ huy nhiều trận đánh dẹp các sứ quân khác góp phần chấm dứt thời kỳ nội loạn, lập lại nền độc lập thống nhất của đất nước. năm 968, Đinh Bộ Lĩnh lên ngôi hoàng đế, gọi là Đinh Tiên Hoàng, đặt tên nước là Đại Cồ Việt. Vua Đinh xét công lao của Trình Minh, phong ông là Minh Tự Khanh và cho đất Huyện Nga Sơn làm thực ấp.
Đền thờ Trình Minh là một trong các di tích lịch sử trên địa bàn huyện đã bị phá hủy trong chiến tranh nhưng những đồ thờ, thần phả, thần tích có liên quan vẫn được bảo tồn cho đến ngày nay. Đền thờ Trình Minh được phục dựng lại nằm trên sườn núi Phượng, quay mặt về hướng nam. Dưới chân núi là làng Ngọc Chuế, một làng nông nghiệp độc canh cây lúa nước đã tồn tại trên 1000 năm.